# Los Lunas
Los Lunas è un villaggio degli Stati Uniti d'America e capoluogo della contea di Valencia nello Stato del Nuovo Messico. La popolazione era di 14 835 abitanti al censimento del 2010. Los Lunas fa parte dell'area metropolitana di Albuquerque.

## Geografia fisica
Los Lunas è situata a 34°48′34″N 106°44′07″W (34.809336, -106.735247).
Secondo lo United States Census Bureau, il villaggio ha una superficie totale di 37,92 km², dei quali 37,9 km² di territorio e 0,02 km² di acque interne (0,04% del totale).

## Origini del nome
Il nome del villaggio è un riferimento alla famiglia Luna, che originariamente si stabilì nell'area, dando origine al villaggio.

## Storia
La terra in origine fu concessa a Don Adrian Luna Candelaria nel 1716, ma nel giro di due anni fu data alla famiglia Luna. Alcune battaglie della guerra civile furono combattute nei pressi del villaggio. Los Lunas divenne capoluogo di contea nel 1876 e fu incorporato come villaggio nel 1928. Il Los Lunas Decalogue Stone si trova nelle vicinanze.

## Società

### Evoluzione demografica
Secondo il censimento del 2010, c'erano 14 835 abitanti.

### Etnie e minoranze straniere
Secondo il censimento del 2010, la composizione etnica del villaggio era formata dal 72,13% di bianchi, l'1,98% di afroamericani, il 2,51% di nativi americani, lo 0,82% di asiatici, lo 0,12% di oceanici, il 18,21% di altre razze, e il 4,24% di due o più etnie. Ispanici o latinos di qualunque razza erano il 57,92% della popolazione.